# Impala Platinum
Impala Platinum Holdings Limited ou Implats est une holding sud-africaine qui possède plusieurs sociétés d'exploitation minière produisant du platine et des métaux du groupe du platine, ainsi que du nickel, du cuivre et du cobalt. Sa mine la plus importante est la mine Impala (en) dans la province du Nord-Ouest de l'Afrique du Sud. La société possède également des intérêts dans la mine Two Rivers et la mine Marula dans le complexe igné de Bushveld en Afrique du Sud et la mine Mimosa et Zimplats au Zimbabwe, ainsi que Impala Refining Services qui fond et affine des métaux pour d'autres sociétés. En décembre 2019, Impala Canada est formée, détenue par la holding, à la suite de l'acquisition de North American Palladium et de sa mine en Ontario au Canada.

## Histoire
Implats est créée en 1966 en tant que filiale d'Union Corporation, qui établit une mine de platine à Rustenburg d'une capacité initiale de 2,8 tonnes par an. Elle bénéficie des conseils techniques de la société canadienne Inco, tandis que la banque britannique Hambros fournit des conseils financiers. Les deux, ainsi que la société d'État sud-africaine Industrial Development Corporation, prennent une part de 10% dans l'entreprise. En 1968, Implats conclue un accord de prospection avec la tribu Bafokeng (aujourd'hui la Nation royale Bafokeng) et obtient un bail d'exploitation pour 12 000 ha de terres, la production démarrant en juillet 1969.
Au cours des années 1970, la législation introduisant de nouvelles normes d'émissions de véhicules dans le monde, y compris celles introduites et poursuivies aux États-Unis par l'Environmental Protection Agency (EPA), augmente la demande mondiale de platine. En 1974, Implats commence à fournir au grand constructeur automobile General Motors jusqu'à 9,3 tonnes de platine et 3,7 tonnes de palladium par an pour les dispositifs de réduction de la pollution des gaz d'échappement.
Le 26 janvier 1973, Bishopsgate Platinum Limited, dont Implats est une filiale à 100 %, est cotée à la Bourse de Johannesburg (JSE). Le 19 octobre 1978, Bishopsgate change son nom en Impala Platinum Holdings Limited (Implats).
En 1990, Implats acquiert une participation effective dans Western Platinum et Eastern Platinum (collectivement Lonhro Platinum Division, ou Lonplats). Un accord de fusion complet avec Lonplats est conclu en 1995, mais est ensuite bloqué par l'Union européenne en 1996.
En 2003, la société mère d'Implats, Gencor, achève sa restructuration après avoir fusionné avec Gold Fields en 1998. Les actionnaires reçoivent 8,8 actions Implats pour 100 actions Gencor.
En mars 2011, le gouvernement du Zimbabwe met en place des lois exigeant la propriété locale des sociétés minières. À la suite de cette nouvelle, le cours des holdings possédant des mines au Zimbabwe chute, y compris Implats.
Fin janvier 2014, des milliers d'employés appartenant à Impala Platinum et à d'autres mines de platine d'Afrique du Sud se mettent en grève, réclamant un salaire de base de 12 500 R (635 €).
En octobre 2019, Implats annonce l'acquisition d'actions de la société canadienne North American Palladium Limited pour 758 millions de dollars .
North American Palladium Ltd. est achetée par Impala Platinum Holdings Limited pour 1 milliard de dollars canadiens en 2019. Selon les termes de l'accord, Brookfield Business Partners reçoit 570 millions de dollars pour sa participation de 81 % dans la société et les actionnaires minoritaires ont reçu 19,74 $ par action. À partir de ce moment, la mine Lac des Îles sera exploitée par la nouvelle compagnie appelée Impala Canada Limitée.

## Gestion
Depuis août 2018, Impala Platinum est dirigée par les directeurs d'entreprise Nico Muller (PDG) et Meroonisha Kerber (CFO). Kerber rejoint l'entreprise en août 2018 après que sa prédécesseure Brenda Berlin, qui occupait le poste de directrice financière depuis 2011, démissionne en février,.

## Controverses

### Sécurité au travail
En 2007, deux employés sont tués dans une explosion au Clapham Shaft.
En 2009, neuf employés sont tués dans un accident de chute de terre au puits Impala 14 de sa mine de Rustenburg,.
En 2012, Implats est accusé d'homicide volontaire pour la mort d'un de ses employés cinq ans auparavant. L'accusation est basée sur le rapport d'un inspecteur des mines, qui affirme que les patrons de la mine n'ont pas pris les mesures appropriées pour assurer la sécurité du travailleur lorsqu'il est envoyé pour installer des barres de soutien sous le surplomb qui s'est effondré sur lui .
En 2016, quatre employés d'Implats sont tués dans un incendie à la mine de Rustenburg.
En 2020, le PDG d'Impala Rustenburg, Mark Munroe, est arrêté pour avoir rappelé des employés trop tôt, en violation des restrictions liées à la pandémie de Covid-19 en Afrique du Sud. Munroe est libéré sous caution et les charges retenues contre lui sont abandonnées. Pour sa décision de rouvrir les mines, le ministre des Ressources minérales et de l'Énergie, Gwede Mantashe devient la cible du Syndicat national des mineurs.
En 2021, trois employés d'Implats sont tués dans une coulée de boue au puits 6 de Rustenburg, et deux autres sont hospitalisés.

### Violence liée aux syndicats
En 2012, ce qui commence comme une manifestation pacifique se termine violemment. La grève des mineurs de Marikana provoque la mort de trente-quatre mineurs par le Service de police sud-africain (SAPS) le 16 août 2012, lors d'une grève sauvage à la mine de Lonmin à Marikana, dans la ville de Rustenburg. Les violences débutent à cause des rivalités entre le Congrès national africain, le Syndicat national des mineurs (NUM) et son rival émergent, l'Association des mineurs et le syndicat de la construction (AMCU). 3 000 travailleurs quittent leur poste le 10 août après que Lonmin n'ait pas rencontré les travailleurs. Le 11 août, des dirigeants du NUM ouvrent le feu sur des membres en grève du NUM qui se dirigent vers leurs bureaux. Le meurtre de deux mineurs est rapporté dans les médias sud-africains comme l'une des principales raisons de la rupture de confiance au sein du syndicat parmi les travailleurs.
Selon la Bench Marks Foundation, la violence éclate dans un contexte de manque d'opportunités d'emploi pour les jeunes locaux, de conditions de vie sordides, de chômage et d'inégalités croissantes.
Impala Platinum déclare la grève illégale et licencie 13 000 travailleurs qui y participent, soit près de la moitié des 30 000 employés de la ville.
En 2014, une grève du platine de cinq mois entraine la mort de quatre personnes, six coups de couteau, et 24 milliards de rands (2,25 milliards de dollars) de revenus perdus pour l'industrie sud-africaine du platine. Le PIB de l'Afrique du Sud se contracte au premier trimestre 2014, tiré vers le bas par la plus forte baisse de la production minière (25 % dont 19 % directement attribuables à la grève) en 50 ans. C'est la première contraction depuis 2009.
En 2017, un trésorier de l'AMCU est tué par balle devant une mine de platine Implats à Rustenburg.

### Empreinte carbone
Impala Platinum Holdings rapporte des émissions totales de CO2e (directes + indirectes) pour le 30 juin 2020 à 3 645 Kt (-185 /-4,8 % en glissement annuel).
| juin 2014 | juin 2015 | juin 2016 | juin 2017 | juin 2018 | juin 2019 | juin 2020 |
| --------- | --------- | --------- | --------- | --------- | --------- | --------- |
| 3 038     | 3 236     | 3 494     | 3 587     | 3 443     | 3 830     | 3 645     |